# Cher Lloyd
Cher Lloyd (Malvern (Worcestershire), 28 juli 1993) is een Brits artiest. Ze verwierf bekendheid door haar deelname aan de Britse versie van The X Factor. Ze eindigde daarin op de vierde plaats in het zevende seizoen.
Cher Lloyds debuutsingle Swagger Jagger werd uitgebracht in juni 2011. Het nummer kwam binnen op de eerste plaats op de UK Singles Chart en op de tweede plaats op Ierse Singles Chart. Haar tweede single With Ur Love werd uitgebracht op 31 oktober, met Mike Posner, en piekte op nummer vier in het Verenigd Koninkrijk en op nummer vijf in Ierland, waardoor haar debuutalbum Sticks + Stones piekte op nummer vier in de UK Albums Chart en op nummer zeven in de Ierse Albums Chart. Ze debuteerde haar derde single Want U Back in 22 mei 2012 in de VS.

## Vroegere leven
Lloyd woonde vroeger in Malvern met haar ouders Darren en Dina en haar jongere broer Josh en jongere zussen Sophie en Rosie. Lloyd studeerde podiumkunsten in Dyson Perrins CE Sport College. Ze studeerde ook theaterkunst aan de kunstacademie Stagecoach.

## Carrière

### 2010–11:X Factor
Lloyd heeft eerder geauditeerd voor 'X Factor' (toen de minimumleeftijd lager lag). Toen zong ze ballades, maar kwam niet verder. Ze trad vooral op in zomerkampen, en zei dat ze gemengde reacties kreeg op haar muziek, maar veelal positieve reacties bij de 'X Factor' juryleden op dat moment. Ze zong tijdens haar auditie de uitvoering van Keri Hilson van het nummer Turn My Swag On van Soulja Boy. Tijdens de bootcamp zong ze het nummer Viva La Vida In het juryhuis zong ze Cooler Than Me maar ze had last van tonsillitis waardoor ze niet in staat was het nummer uit te zingen.
Cher zong een vertolking van Just Be Good to Me in de eerste liveshow. In de tweede liveshow zong ze Hard Knock Life (Ghetto Anthem). In de derde liveshow zong ze een mash-up van No diggity en Shout, en in de vierde liveshow zong ze Stay. Dit was de eerste keer dat Cher niet rapte in haar optreden, en Cowell noemde het zelfs het optreden van het seizoen. In de vijfde week zong Cher Empire State of Mind, maar de juryleden waren teleurgesteld in vergelijking met de vorige week. Echter waren de juryleden het met elkaar eens dat ze zich herstelde met haar uitvoeren van Sorry Seems to Be the Hardest Word gemixt met Mockingbird, van respectievelijk Elton John en Eminem, in week 6. In de zevende week was Cher voor het eerst bij de laagste twee geëindigd na haar uitvoering van Imagine, maar Cowell, Cole en Walsh hebben haar gered in de eliminatie, waardoor uiteindelijk Paije Richardson uitgeschakeld werd. In de week daarop voerde Cher het nummer Girlfriend van Avril Lavigne uit, gevolgd door Walk This Way. Beide optredens werden gewaardeerd door de jury en ze werd gered door de stemmen van de mensen thuis, waardoor haar plek in de halve finales een feit was. In de halve finale zong Cher Nothin' on You en Love the Way You Lie en zat bij de laagste twee samen met Mary Byrne. Ze werd opnieuw gered door de jury en doorgestuurd naar de finale, ook al had ze, zoals na de show bleek, de minste stemmen ontvangen. In de finale zong ze een mashup van The Clapping Song en Get Ur Freak On, gevolgd door een duet met will.i.am, wat een mashup was van Where Is the Love? en I Gotta Feeling. Cher werd daarna uitgeschakeld omdat ze de minste stemmen had gekregen, waardoor ze op een vierde plaats eindigde.
Na de finale werd bekendgemaakt dat Cher een contract bij Syco Music heeft getekend. Cher en negen andere deelnemers van het seizoen namen deel in de X Factor Live Tour die plaatsvond van februari 2011 tot april 2011. Ze trad voor ongeveer 500.000 mensen op verdeeld door het Verenigd Koninkrijk.

### 2011–12:Sticks + Stones,wereldwijde doorbraak en modelcarrière
Schrijver Autumn Rowe en producer RedOne hebben meegewerkt aan haar debuutalbum, gepland voor release in november 2011. Haar debuutsingle, Swagger Jagger, werd voor het eerst gedraaid op 20 juni 2011, nadat het op 15 juni 2011 uitgelekt was op internet. Echter was dit alleen de demo van haar nieuwe single zoals bevestigd door Cher zelf op Twitter. De single werd officieel uitgebracht op 31 juli 2011 en stond op nummer een op de UK Singles Chart op 7 augustus 2011.
Op 28 juli 2011, previewde Cher vijf nieuwe nummers van haar aanstaande album tijdens een Ustream sessie, waaronder tracks in samenwerking met Busta Rhymes, Mike Posner, Ghetts, Mic Righteous en Dot Rotten. Cher bevestigde op Twitter dat With Ur Love in samenwerking met Mike Posner werd uitgebracht als haar tweede single. De single werd officieel uitgebracht op 30 oktober 2011. De single werd voor het eerst gedraaid op de radio op 21 september 2011. De muziekvideo ging in première op 1 oktober 2011, tijdens ochtendshow T4. De single werd 74.030 keer verkocht in de eerste week, waardoor het de bestverkochte nummer vier werd sinds Rihanna's Only Girl (In the World), die 74.248 keer verkocht werd in Oktober 2010. Cher bevestigde haar albumtitel Sticks + Stones op haar Twitteraccount. Het album werd uitgebracht op 7 november 2011. Het album piekte op nummer vier en werden 198.199 exemplaren van verkocht in het Verenigd Koninkrijk tot januari 2012.
In november 2011 kondigde Cher haar debuuttour door het Verenigd Koninkrijk aan, de Sticks and Stones Tour, die plaatsvond in maart en april 2012. In december 2011 werden er twee extra data toegevoegd vanwege de grote vraag naar tickets. Sticks + Stones werd in 2012 uitgebracht via Epic Records in de Verenigde Staten. Op 13 december verscheen er een muziekvideo voor Dub on the Track in samenwerking met underground artiesten Mic Righteous, Dot Rotten en Ghetts, op SBTV. Het nummer werd echter niet haar derde single.
In oktober 2011 tekende Cher bij Logan Media Entertainment, onder het beheer van Craig Logan, John Black en Christie LaRocque. In december 2011 tekende Cher een platencontract met L.A. Reid van Epic Records in de Verenigde Staten; Want U Back werd bevestigd als de derde single van het album. De singleversie is een samenwerking met de Amerikaanse rapper Astro en werd uitgebracht op 19 februari 2012. Als gevolg van het uitbrengen van de muziekvideo op 6 januari 2012, piekte de single op nummer 26 van de UK Singles Chart, als gevolg van digital downloads van het album.
Op 10 april 2012 maakte Cher bekend dat ze begonnen was met het werken aan haar tweede album. Ze maakte ook bekend haar single Want U Back opnieuw uit te brengen in de Verenigde Staten zonder Astro, en had al een remix van het nummer met Snoop Dogg opgenomen. L.A. Reid plande om Cher aan de Amerikaanse media te presenteren in New York, in de hoop dat Cher een doorbraak zou maken in Amerika. Haar single Want U Back werd uitgebracht in de Verenigde Staten op 22 mei 2012, zonder Astro en Snoop Dogg. Het nummer piekte op nummer 4 in de Amerikaanse iTunes Chart en op nummer 5 op de Billboard Digital Songs lijst, waarmee het de vijfde meest gedownloade nummer van de week was met 128.000 downloads. Op 25 juli 2012 maakte Cher haar Amerikaanse televisiedebuut toen ze het nummer live uitvoerde tijdens de uitslagshow van America's Got Talent. In november 2012 waren er in de Verenigde Staten twee miljoen exemplaren van het nummer verkocht en daarmee werd het officieel platina. In het Verenigd Koninkrijk werden er 100.000 stuks van verkocht.
Op 24 februari 2012 werd bekendgemaakt dat Cher een modelcontract heeft afgesloten met Select Model Management. Cher stond op de cover van RWD Magazine, en daarna stond ze ook in Wonderland magazine.
Chers nieuwe nummer, Oath, werd uitgebracht op 2 oktober 2012 als tweede single van de Amerikaanse versie van haar debuutalbum, Sticks + Stones. Het was haar vierde single in het algeheel. Oath, geproduceerd door Dr Luke en Cirkut, werd voor het eerst gedraaid op het New Yorkse radiostation Z100 FM. Het nummer werd alleen uitgebracht als single in de Verenigde Staten, Canada, Australië en Nieuw-Zeeland. Oath was niet zo succesvol als Chers vorige single Want U Back in de Verenigde Staten, binnenkomend op nummer 99 en met piek op nummer 73 in de Billboard Hot 100.
In oktober 2012 was Cher de support-act van de Amerikaanse band Hot Chelle Rae op de Australische stop van hun Whatever World Tour.

### 2013-heden:Sorry I'm Late
In januari 2013 maakte Cher bekend dat ze een gastrol zou hebben in Big Time Rush. In februari 2013 bevestigde Cher dat ze aan het werken is aan haar tweede studioalbum, dat klaar zou zijn in oktober 2013. In maart 2013 kondigde de Amerikaanse singer-songwriter Demi Lovato haar vierde album Demi aan, dat het nummer Really Don't Care, in samenwerking met Cher Lloyd bevatte. Op 18 mei stond Cher op het podium met Demi Lovato voor een duet van het lied tijdens het Kiss Concert '13 in Mansfield, Massachusetts. Cher zei later tijdens een interview met Paradise.com over haar vriendschap met Demi Lovato: "Ik heb een heel mooie vriendschap met Demi Lovato. Ze is iemand op wie ik heel erg kan terugvallen. Ze is ook een heel positief en krachtig persoon." In april 2013 kondigde Cher aan dat zij en Ne-Yo samen een nummer aan het schrijven zijn voor Fruttare, genaamd It's All Good.
Cher kondigde aan dat haar I Wish Tour plaats zou vinden in de herfst van 2013, en dat de meidengroep Fifth Harmony in haar voorprogramma zou staan.
In augustus 2013 werd bekend dat haar nieuwe single I Wish zou heten, in samenwerking met de rapper T.I. Het nummer ging in première op 31 augustus 2013, en werd uitgebracht als download op 2 september.
Op 16 oktober 2013 vertelde Cher aan Billboard dat de titel van haar aanstaande tweede studioalbum zou zijn Sorry I'm Late. Als verklaring zegt ze: "Ik denk dat het twee betekenissen heeft. [...] Het is al heel lang geleden sinds dat ik eens wat nieuws gedaan heb. Maar voor mij is het persoonlijk. Ik bedoel, ik heb heel veel tijd gespendeerd met het uitzoeken wie ik nou eigenlijk ben, en ik denk dat iedereen dat doormaakt." In november 2013, tijdens een interview met Larry King, bevestigde Cher dat ze het platenlabel Syco Music heeft verlaten, nadat zij en Simon Cowell het niet eens waren over het vervolg in haar muzikale carrière. Cher bevestigde ook dat haar tweede studioalbum Sorry I'm Late, dat gepland stond voor release in november, uitgesteld was tot begin 2014, ondanks dat het album al klaar is. Ze zei: "Mijn album is uitgesteld en daar ben ik niet blij mee. Hij is al klaar, maar ik ben op dit moment in de studio voor de rest van de week om te kijken of er nog wat aan verbeterd kan worden. [...] De bedoeling was dat hij uit zou komen in november. Nu denk ik dat het begin volgend jaar is."
Cher bevestigde via Twitter dat haar tweede studioalbum op 27 mei 2014 uitgebracht wordt. De tweede single van het album is "Sirens", en werd uitgebracht op 14 maart 2014. Het werd digitaal uitgebracht samen met de pre-order voor het album op 17 maart 2014. Het eerste promotienummer van het album, "Dirty Love", kwam twee weken later uit, op 28 maart. "Human" is de tweede promotiesingle van het album, en kwam uit op 11 april. De derde promotiesingle "Bind Your Love" kwam uit op 25 april. Op 4 mei kwam de vierde promotiesingle M.F.P.O.T.Y. uit.

## Persoonlijk leven
In januari 2012 kondigde Cher haar verloving met haar vriendje Craig Monk aan. Het koppel trouwde in het geheim op 18 november 2013.

## Filmografie
| Jaar | Programma                             | Rol              | Notities           |
| ---- | ------------------------------------- | ---------------- | ------------------ |
| 2010 | The X Factor                          | Deelneemster     | Engelse versie     |
| 2011 | The X Factor                          | Optreden         | Engelse versie     |
| 2012 | Make Your Mark: Shake It Up Dance Off | Haarzelf/Jurylid | Disney Channel     |
| 2012 | The X Factor Amerika                  | Optreden         | Amerikaanse versie |
| 2013 | Big Time Rush                         | Zichzelf         | Big Time Scandal   |

## Discografie

### Albums
- Sticks + Stones (2011)
- Sorry I'm Late (2014)

### Singles
| Single met eventuele hitnotering(en) in de Nederlandse Top 40 | Datum van verschijnen | Datum van binnenkomst | Hoogste positie | Aantal weken | Opmerkingen                 |
| ------------------------------------------------------------- | --------------------- | --------------------- | --------------- | ------------ | --------------------------- |
| Swagger Jagger                                                | 05-09-2011            | 29-10-2011            | tip15           | -            | Nr. 60 in de Single Top 100 |

| Single met hitnotering(en) in de Vlaamse Ultratop 50 | Datum van verschijnen | Datum van binnenkomst | Hoogste positie | Aantal weken | Opmerkingen     |
| ---------------------------------------------------- | --------------------- | --------------------- | --------------- | ------------ | --------------- |
| Swagger Jagger                                       | 2011                  | 03-12-2011            | 43              | 1            |                 |
| With ur love                                         | 14-11-2011            | 11-02-2012            | tip11           | -            | met Mike Posner |
| Want u back                                          | 2012                  | 20-10-2012            | tip88           | -            | met Astro       |
| I wish                                               | 2013                  | 13-10-2013            | tip87*          |              | met T.I.        |
| Really don't care                                    | 2014                  | 12-07-2014            | tip76*          |              | met Demi Lovato |
| Oath                                                 | 2014                  | 02-10-2014            | -               | -            | met Becky G     |